# Villers-Bettnach
Villers-Bettnach est une ancienne commune française du département de la Moselle. En 1919, son statut de chef-lieu communal lui est retiré et attribué à la localité de Saint-Hubert, celle-ci était rattachée à Villers-Bettnach depuis 1811.

## Géographie
Le hameau de Villers-Bettnach est situé aux confins des pays de Metz et de la Nied. À la fin du XIXe siècle, cette localité était également située en bordure de la frontière linguistique, côté francophone.

## Toponymie
Anciennes mentions : Vilers (1271) ; Viliers (1281) ; Villiers (1283) ; Vilarium (1283) ; Villeir (1323) ; Vrillerus in Bettenach (1583) ; Viller-Bettenach (1585) ; Villers-Betnacqz (1618) ; Viller-Bettenacq (1627) ; Villers Betnach (1793) ; Villers-Bettenach (1801),.
En allemand : Weiler-Bettnach.

## Histoire
Faisait partie du bailliage de Bouzonville sous la coutume de Lorraine entre 1751 et 1790.
La commune de Villers-Bettnach absorbe en 1811 celles de Befey et de Saint-Hubert. En 1919, le statut de chef-lieu communal est transféré à Saint-Hubert.

## Démographie
| 1793 | 1800 | 1806 | 1821 | 1836 | 1841 | 1861 | 1866 | 1872 |
| ---- | ---- | ---- | ---- | ---- | ---- | ---- | ---- | ---- |
| 147  | 105  | 93   | 391  | 349  | 374  | 308  | 309  | 261  |

| 1876 | 1881 | 1886 | 1891 | 1896 | 1901 | 1906 | 1911 | - |
| ---- | ---- | ---- | ---- | ---- | ---- | ---- | ---- | - |
| 268  | 263  | 253  | 223  | 214  | 196  | 348  | 191  | - |

## Lieux et monuments
- Abbaye cistercienne de Villers-Bettnach
- Le chêne des Moines

## Édifices religieux
- Chapelle des Humbles (église paroissiale)
- Ancienne chapelle Sainte-Catherine

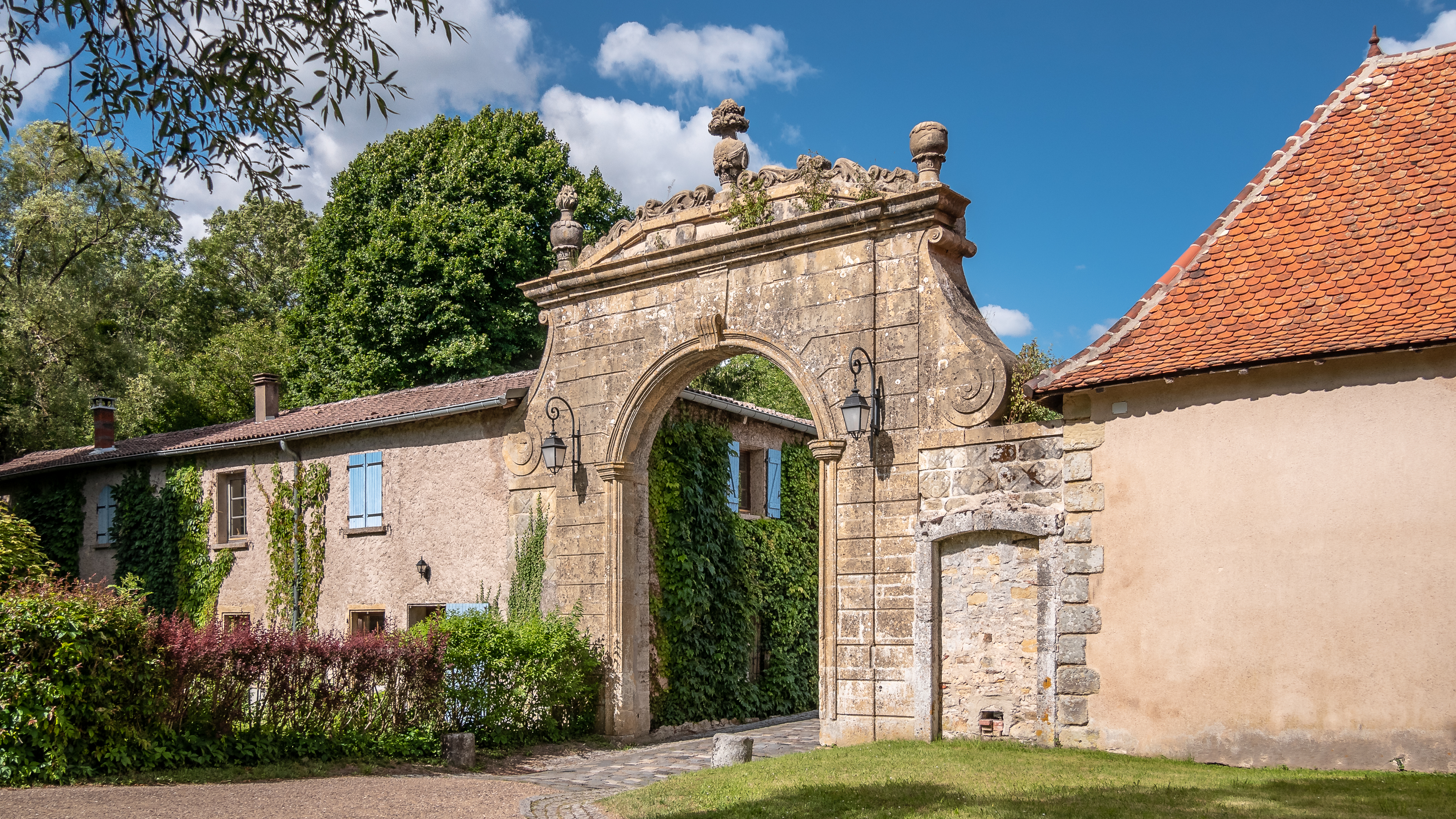
Portail d'entrée de l'abbaye de Villers-Bettnach
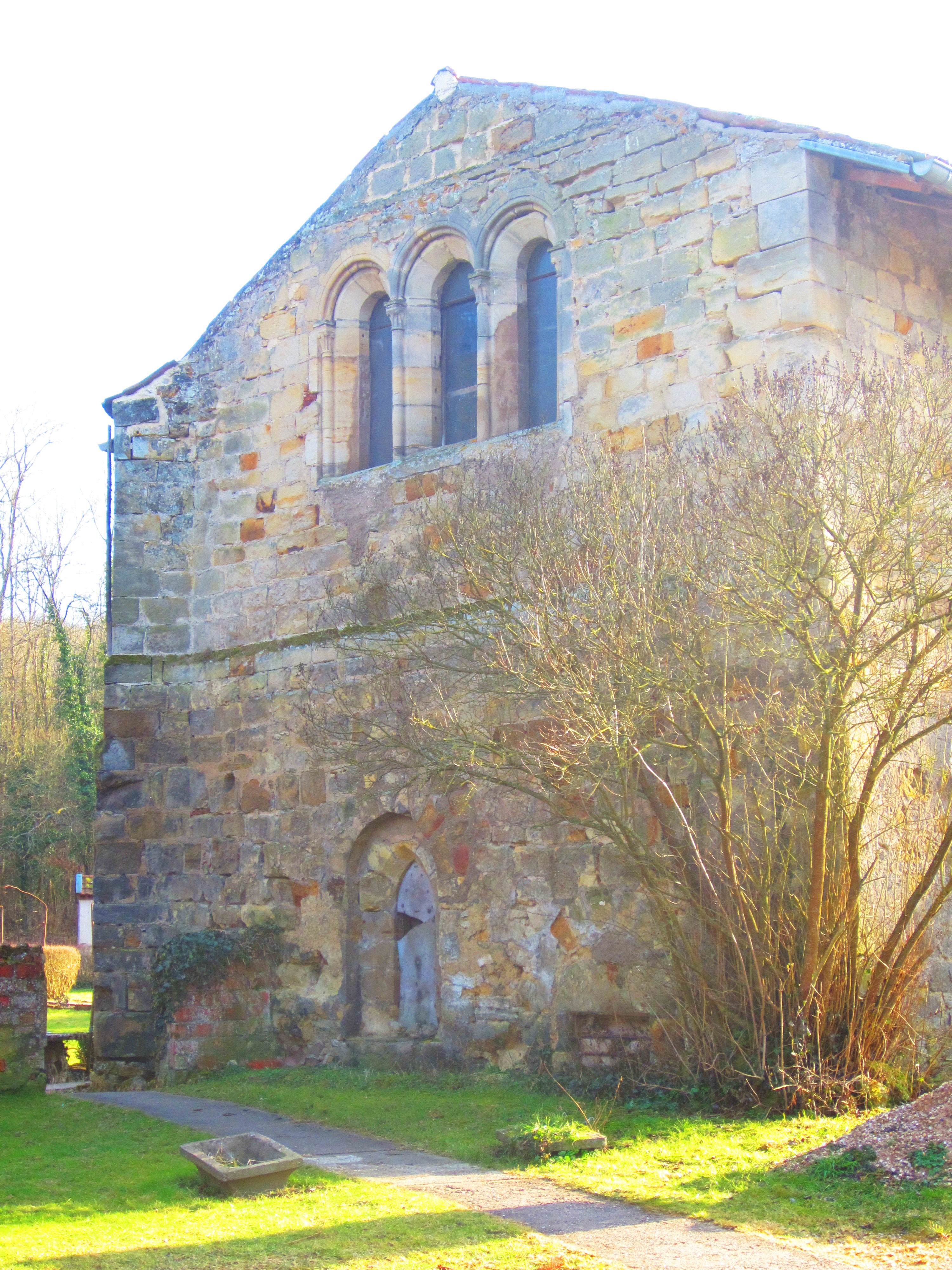
La chapelle Sainte Catherine
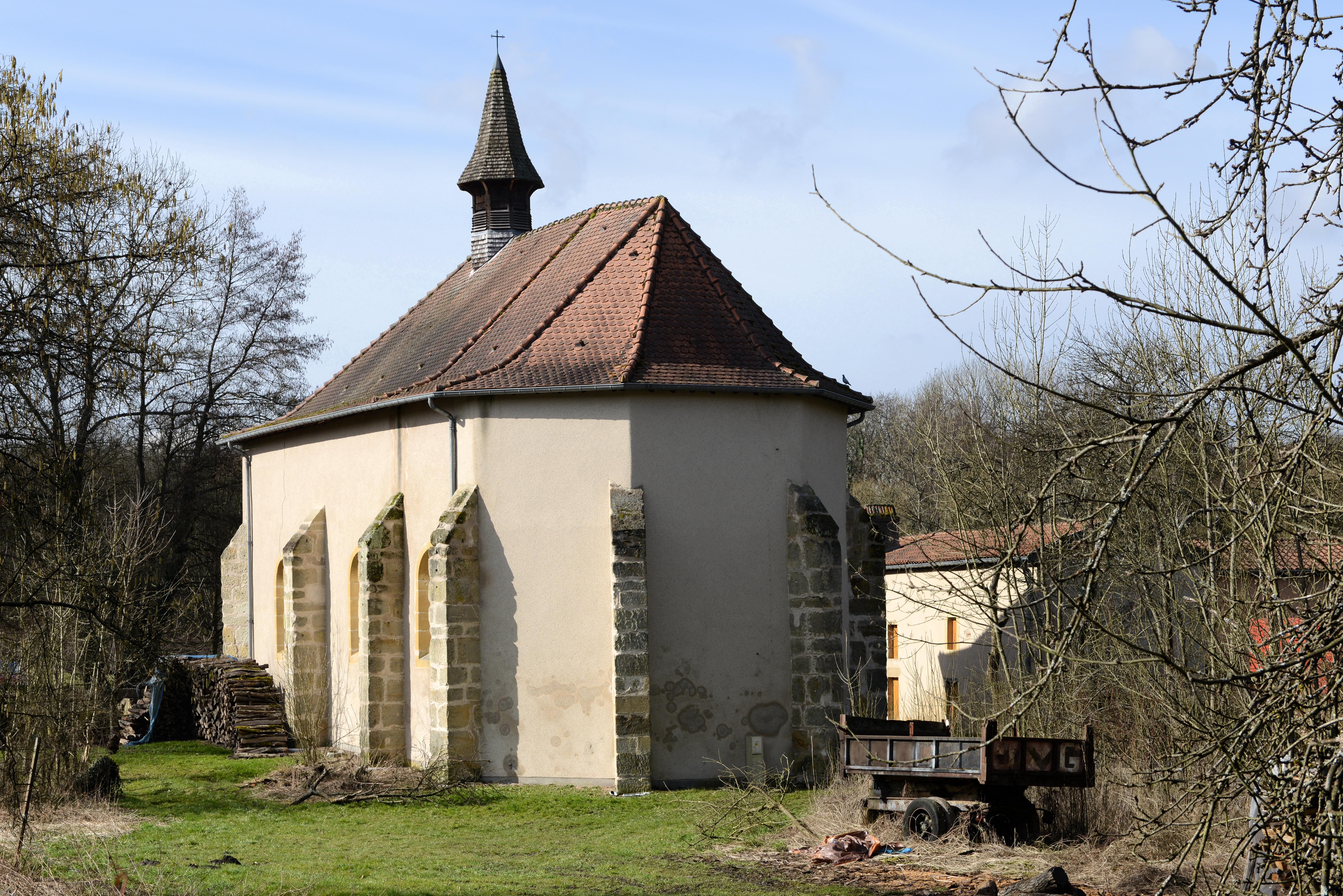
La chapelle des Humbles
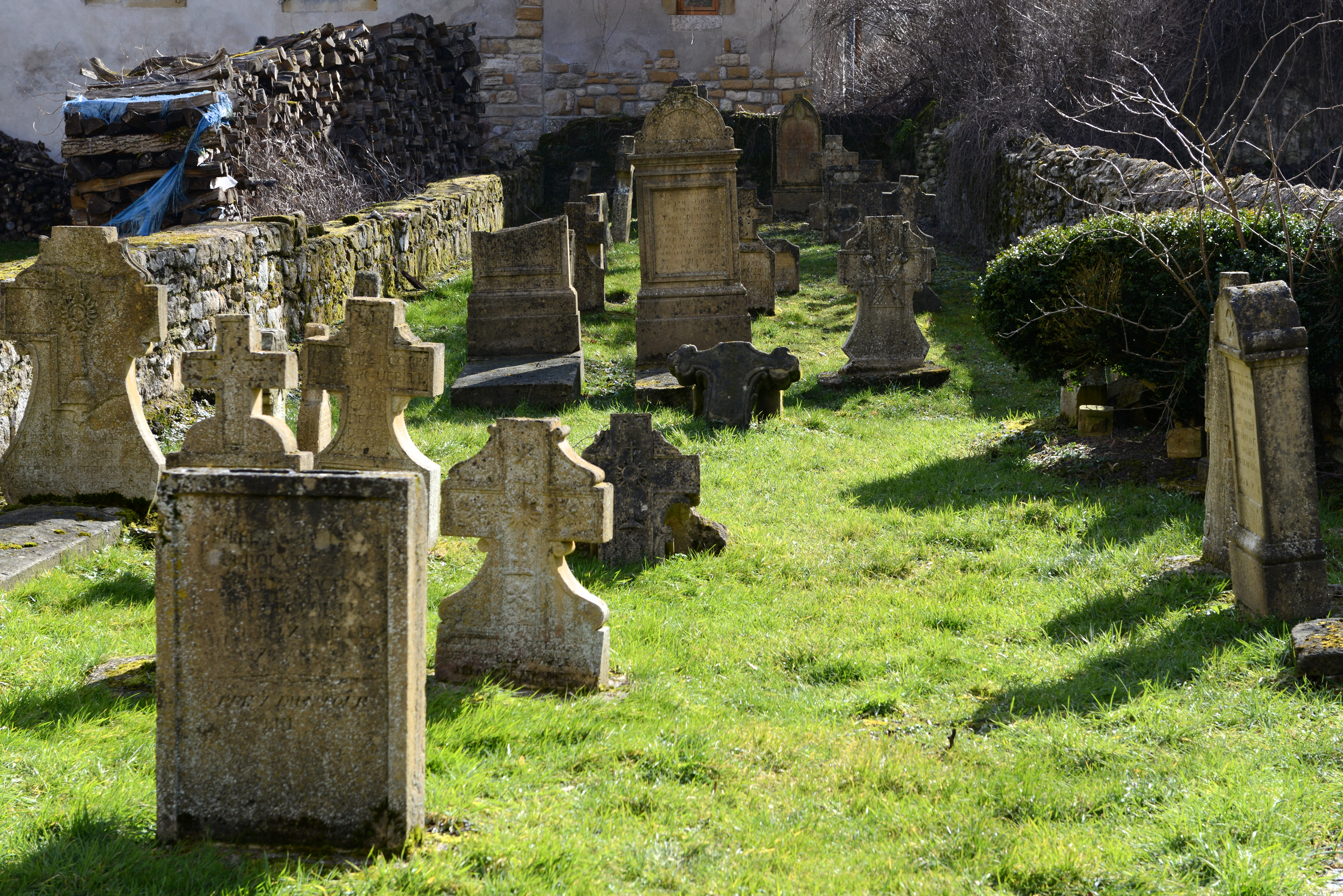
Le cimetière de Villers-Bettnach
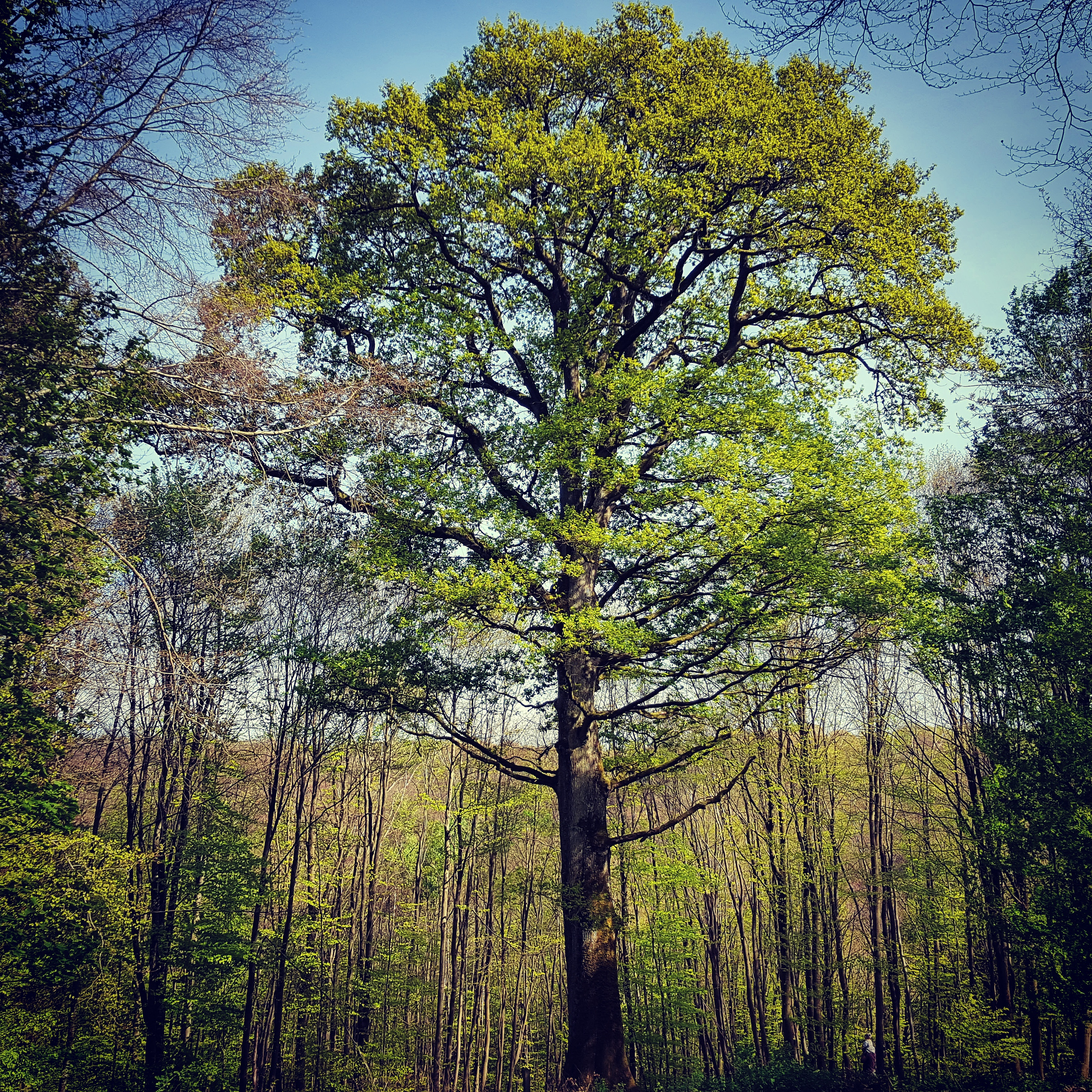
Le « chêne des moines », classé arbre remarquable de France